# Geodia perarmata
Geodia perarmata är en svampdjursart som först beskrevs av James Scott Bowerbank 1873.  Geodia perarmata ingår i släktet Geodia och familjen Geodiidae.